# Kvalspelet till Europamästerskapet i fotboll för damer 2022 (grupp F)
Kvalspelet till Europamästerskapet i fotboll för damer 2022 (grupp F) spelas från 29 augusti 2019 till 30 november 2020.

## Tabell
| Nr | Lag       | S | V | O | F | GM | IM | MS  | P  |
| -- | --------- | - | - | - | - | -- | -- | --- | -- |
| 1  | Sverige   | 8 | 7 | 1 | 0 | 40 | 2  | +38 | 22 |
| 2  | Island    | 8 | 6 | 1 | 1 | 25 | 5  | +20 | 19 |
| 3  | Slovakien | 8 | 3 | 1 | 4 | 7  | 19 | −12 | 10 |
| 4  | Ungern    | 8 | 2 | 1 | 5 | 11 | 20 | −9  | 7  |
| 5  | Lettland  | 8 | 0 | 0 | 8 | 2  | 39 | −37 | 0  |

## Matcher
|             | 29 augusti 2019 | Island                                                                      | 4 – 1   | Ungern                | Laugardalsvöllur                                           |                                                            |
| 18:45 UTC±0 | 18:45 UTC±0     | Elín Metta Jensen 10′, 90+2′ Hlín Eiríksdóttir 59′ Dagný Brynjarsdóttir 65′ | Rapport | 42′ Henrietta Csiszár | Reykjavik Publik: 2 019 Domare: Abigail Marriott (England) | Reykjavik Publik: 2 019 Domare: Abigail Marriott (England) |
| 18:45 UTC±0 | 18:45 UTC±0     |                                                                             |         |                       | Reykjavik Publik: 2 019 Domare: Abigail Marriott (England) | Reykjavik Publik: 2 019 Domare: Abigail Marriott (England) |
| 18:45 UTC±0 | 18:45 UTC±0     |                                                                             |         |                       | Reykjavik Publik: 2 019 Domare: Abigail Marriott (England) | Reykjavik Publik: 2 019 Domare: Abigail Marriott (England) |

|             | 2 september 2019 | Island                | 1 – 0           | Slovakien | Laugardalsvöllur                                                    |                                                                     |
| 18:45 UTC±0 | 18:45 UTC±0      | Elín Metta Jensen 65′ | (0 – 0) Rapport |           | Reykjavik Publik: 2 346 Domare: Irena Velevačkoska (Nordmakedonien) | Reykjavik Publik: 2 346 Domare: Irena Velevačkoska (Nordmakedonien) |
| 18:45 UTC±0 | 18:45 UTC±0      |                       |                 |           | Reykjavik Publik: 2 346 Domare: Irena Velevačkoska (Nordmakedonien) | Reykjavik Publik: 2 346 Domare: Irena Velevačkoska (Nordmakedonien) |
| 18:45 UTC±0 | 18:45 UTC±0      |                       |                 |           | Reykjavik Publik: 2 346 Domare: Irena Velevačkoska (Nordmakedonien) | Reykjavik Publik: 2 346 Domare: Irena Velevačkoska (Nordmakedonien) |

|             | 3 september 2020 | Lettland         | 1 – 4           | Sverige                                                                               | Daugava Stadion                                       |                                                       |
| 19:00 UTC+3 | 19:00 UTC+3      | Olga Ševcova 14′ | (1 – 1) Rapport | 32′ Linda Sembrant 50′ Amanda Ilestedt 59′ (str.) Caroline Seger 68′ Kosovare Asllani | Liepāja Publik: 673 Domare: Emanuela Rusta (Albanien) | Liepāja Publik: 673 Domare: Emanuela Rusta (Albanien) |
| 19:00 UTC+3 | 19:00 UTC+3      |                  |                 |                                                                                       | Liepāja Publik: 673 Domare: Emanuela Rusta (Albanien) | Liepāja Publik: 673 Domare: Emanuela Rusta (Albanien) |
| 19:00 UTC+3 | 19:00 UTC+3      |                  |                 |                                                                                       | Liepāja Publik: 673 Domare: Emanuela Rusta (Albanien) | Liepāja Publik: 673 Domare: Emanuela Rusta (Albanien) |

|             | 4 oktober 2019 | Lettland           | 1 – 2           | Slovakien                               | Daugava Stadion                                          |                                                          |
| 19:00 UTC+3 | 19:00 UTC+3    | Karlīna Miksone 3′ | (1 – 1) Rapport | 33′ Patrícia Hmírová 74′ Jana Vojteková | Liepāja Publik: 206 Domare: Aleksandra Česen (Slovenien) | Liepāja Publik: 206 Domare: Aleksandra Česen (Slovenien) |
| 19:00 UTC+3 | 19:00 UTC+3    |                    |                 |                                         | Liepāja Publik: 206 Domare: Aleksandra Česen (Slovenien) | Liepāja Publik: 206 Domare: Aleksandra Česen (Slovenien) |
| 19:00 UTC+3 | 19:00 UTC+3    |                    |                 |                                         | Liepāja Publik: 206 Domare: Aleksandra Česen (Slovenien) | Liepāja Publik: 206 Domare: Aleksandra Česen (Slovenien) |

|             | 4 oktober 2019 | Ungern | 0 – 5           | Sverige                                                                                    | Diósgyőri Stadion                                      |                                                        |
| 20:15 UTC+2 | 20:15 UTC+2    |        | (0 – 1) Rapport | 13′ Magdalena Eriksson 46′, 51′ Madelen Janogy 90+3′ Sofia Jakobsson 90+5′ Loreta Kullashi | Miskolc Publik: 1 428 Domare: Melis Özçiğdem (Turkiet) | Miskolc Publik: 1 428 Domare: Melis Özçiğdem (Turkiet) |
| 20:15 UTC+2 | 20:15 UTC+2    |        |                 |                                                                                            | Miskolc Publik: 1 428 Domare: Melis Özçiğdem (Turkiet) | Miskolc Publik: 1 428 Domare: Melis Özçiğdem (Turkiet) |
| 20:15 UTC+2 | 20:15 UTC+2    |        |                 |                                                                                            | Miskolc Publik: 1 428 Domare: Melis Özçiğdem (Turkiet) | Miskolc Publik: 1 428 Domare: Melis Özçiğdem (Turkiet) |

|             | 8 oktober 2019 | Sverige | 7 – 0           | Slovakien | Gamla Ullevi                                                   |                                                                |
| 18:45 UTC+2 | 18:45 UTC+2    | Kosovare Asllani 26′ Lina Hurtig 30′ Linda Sembrant 34′ Nathalie Björn 60′ Stina Blackstenius 65′, 68′ Fridolina Rolfö 90′ | (3 – 0) Rapport |           | Göteborg Publik: 9 748 Domare: Elvira Nurmustafina (Kazakstan) | Göteborg Publik: 9 748 Domare: Elvira Nurmustafina (Kazakstan) |
| 18:45 UTC+2 | 18:45 UTC+2    | |                 |           | Göteborg Publik: 9 748 Domare: Elvira Nurmustafina (Kazakstan) | Göteborg Publik: 9 748 Domare: Elvira Nurmustafina (Kazakstan) |
| 18:45 UTC+2 | 18:45 UTC+2    | |                 |           | Göteborg Publik: 9 748 Domare: Elvira Nurmustafina (Kazakstan) | Göteborg Publik: 9 748 Domare: Elvira Nurmustafina (Kazakstan) |

|             | 8 oktober 2019 | Lettland | 0 – 6           | Island | Daugava Stadion                                           |                                                           |
| 20:00 UTC+3 | 20:00 UTC+3    |          | (0 – 3) Rapport | 17′, 45+2′ Fanndís Friðriksdóttir 29′ Dagný Brynjarsdóttir 50′ Elín Metta Jensen 81′ Alexandra Jóhannsdóttir 90+5′ Margrét Lára Viðarsdóttir | Liepāja Publik: 84 Domare: Vivian Peeters (Nederländerna) | Liepāja Publik: 84 Domare: Vivian Peeters (Nederländerna) |
| 20:00 UTC+3 | 20:00 UTC+3    |          |                 | | Liepāja Publik: 84 Domare: Vivian Peeters (Nederländerna) | Liepāja Publik: 84 Domare: Vivian Peeters (Nederländerna) |
| 20:00 UTC+3 | 20:00 UTC+3    |          |                 | | Liepāja Publik: 84 Domare: Vivian Peeters (Nederländerna) | Liepāja Publik: 84 Domare: Vivian Peeters (Nederländerna) |

|             | 8 november 2019 | Slovakien | 0 – 0   | Ungern | NTC Senec                                          |                                                    |
| 17:00 UTC+1 | 17:00 UTC+1     |           | Rapport |        | Senec Publik: 395 Domare: Monika Mularczyk (Polen) | Senec Publik: 395 Domare: Monika Mularczyk (Polen) |
| 17:00 UTC+1 | 17:00 UTC+1     |           |         |        | Senec Publik: 395 Domare: Monika Mularczyk (Polen) | Senec Publik: 395 Domare: Monika Mularczyk (Polen) |
| 17:00 UTC+1 | 17:00 UTC+1     |           |         |        | Senec Publik: 395 Domare: Monika Mularczyk (Polen) | Senec Publik: 395 Domare: Monika Mularczyk (Polen) |

|             | 12 november 2019 | Ungern                                                                   | 4 – 0           | Lettland | Rohonci út                                                     |                                                                |
| 20:00 UTC+1 | 20:00 UTC+1      | Zsanett Jakabfi 13′ Dóra Zeller 36′ Evelin Fenyvesi 56′ Sára Pusztai 77′ | (2 – 0) Rapport |          | Szombathely Publik: 500 Domare: Volha Tsiareshka (Vitryssland) | Szombathely Publik: 500 Domare: Volha Tsiareshka (Vitryssland) |
| 20:00 UTC+1 | 20:00 UTC+1      |                                                                          |                 |          | Szombathely Publik: 500 Domare: Volha Tsiareshka (Vitryssland) | Szombathely Publik: 500 Domare: Volha Tsiareshka (Vitryssland) |
| 20:00 UTC+1 | 20:00 UTC+1      |                                                                          |                 |          | Szombathely Publik: 500 Domare: Volha Tsiareshka (Vitryssland) | Szombathely Publik: 500 Domare: Volha Tsiareshka (Vitryssland) |

### Matcher 2020
|             | 17 september 2020 | Sverige | 8 – 0           | Ungern | Gamla Ullevi                             |                                          |
| 18:45 UTC+1 | 18:45 UTC+1       | Lina Hurtig 13′, 70′ Anna Anvegård 60′, 66′, 73′ Magdalena Eriksson 68′ Amanda Ilestedt 72′ Linda Sembrant 90+2′ | (1 – 0) Rapport |        | Göteborg Domare: Rebecca Welch (England) | Göteborg Domare: Rebecca Welch (England) |
| 18:45 UTC+1 | 18:45 UTC+1       | |                 |        | Göteborg Domare: Rebecca Welch (England) | Göteborg Domare: Rebecca Welch (England) |
| 18:45 UTC+1 | 18:45 UTC+1       | |                 |        | Göteborg Domare: Rebecca Welch (England) | Göteborg Domare: Rebecca Welch (England) |

|             | 17 september 2020 | Island | 9 – 0           | Lettland | Laugardalsvöllur                                |                                                 |
| 18:45 UTC±0 | 18:45 UTC±0       | Elín Metta Jensen 1′ Sveindís Jane Jónsdóttir 8′, 32′ Dagný Brynjarsdóttir 19′, 22′, 39′ Karlīna Miksone 71′ (sjm.) Alexandra Jóhannsdóttir 87′ Karólína Lea Vilhjálmsdóttir 90+2′ | (6 – 0) Rapport |          | Reykjavik Domare: Désirée Grundbacher (Schweiz) | Reykjavik Domare: Désirée Grundbacher (Schweiz) |
| 18:45 UTC±0 | 18:45 UTC±0       | |                 |          | Reykjavik Domare: Désirée Grundbacher (Schweiz) | Reykjavik Domare: Désirée Grundbacher (Schweiz) |
| 18:45 UTC±0 | 18:45 UTC±0       | |                 |          | Reykjavik Domare: Désirée Grundbacher (Schweiz) | Reykjavik Domare: Désirée Grundbacher (Schweiz) |

|             | 22 september 2020 | Lettland | 0 – 5           | Ungern                                                        | Daugava Stadion                                    |                                                    |
| 18:00 UTC+3 | 18:00 UTC+3       |          | (0 – 3) Rapport | 9′, 26′ Dóra Zeller 33′ Sára Pusztai 54′, 90+3′ Lilla Turányi | Liepāja Domare: Lizzy van Der Helm (Nederländerna) | Liepāja Domare: Lizzy van Der Helm (Nederländerna) |
| 18:00 UTC+3 | 18:00 UTC+3       |          |                 |                                                               | Liepāja Domare: Lizzy van Der Helm (Nederländerna) | Liepāja Domare: Lizzy van Der Helm (Nederländerna) |
| 18:00 UTC+3 | 18:00 UTC+3       |          |                 |                                                               | Liepāja Domare: Lizzy van Der Helm (Nederländerna) | Liepāja Domare: Lizzy van Der Helm (Nederländerna) |

|             | 22 september 2020 | Island                | 1 – 1           | Sverige           | Laugardalsvöllur                             |                                              |
| 18:00 UTC±0 | 18:00 UTC±0       | Elín Metta Jensen 62′ | (0 – 1) Rapport | 34′ Anna Anvegård | Reykjavik Domare: Ivana Martinčić (Kroatien) | Reykjavik Domare: Ivana Martinčić (Kroatien) |
| 18:00 UTC±0 | 18:00 UTC±0       |                       |                 |                   | Reykjavik Domare: Ivana Martinčić (Kroatien) | Reykjavik Domare: Ivana Martinčić (Kroatien) |
| 18:00 UTC±0 | 18:00 UTC±0       |                       |                 |                   | Reykjavik Domare: Ivana Martinčić (Kroatien) | Reykjavik Domare: Ivana Martinčić (Kroatien) |

|             | 22 oktober 2020 | Sverige | 7 – 0           | Lettland | Gamla Ullevi                             |                                          |
| 18:45 UTC+2 | 18:45 UTC+2     | Lina Hurtig 2′ Anna Anvegård 10′ Olivia Schough 13′ Magdalena Eriksson 27′ Pauline Hammarlund 45′, 54′ Filippa Curmark 86′ | (5 – 0) Rapport |          | Göteborg Domare: Maria Marotta (Italien) | Göteborg Domare: Maria Marotta (Italien) |
| 18:45 UTC+2 | 18:45 UTC+2     | |                 |          | Göteborg Domare: Maria Marotta (Italien) | Göteborg Domare: Maria Marotta (Italien) |
| 18:45 UTC+2 | 18:45 UTC+2     | |                 |          | Göteborg Domare: Maria Marotta (Italien) | Göteborg Domare: Maria Marotta (Italien) |

|             | 23 oktober 2020 | Ungern             | 1 – 2           | Slovakien                                 | Illovszky Rudolf Stadion                     |                                              |
| 20:00 UTC+2 | 20:00 UTC+2     | Sára Pusztai 90+2′ | (0 – 0) Rapport | 68′ Patrícia Hmírová 80′ Mária Mikolajová | Budapest Domare: Hristiyana Guteva (Belarus) | Budapest Domare: Hristiyana Guteva (Belarus) |
| 20:00 UTC+2 | 20:00 UTC+2     |                    |                 |                                           | Budapest Domare: Hristiyana Guteva (Belarus) | Budapest Domare: Hristiyana Guteva (Belarus) |
| 20:00 UTC+2 | 20:00 UTC+2     |                    |                 |                                           | Budapest Domare: Hristiyana Guteva (Belarus) | Budapest Domare: Hristiyana Guteva (Belarus) |

|             | 27 oktober 2020 | Slovakien                              | 2 – 0           | Lettland | NTC Senec                              |                                        |
| 18:00 UTC+1 | 18:00 UTC+1     | Patrícia Hmírová 8′ (str.), 34′ (str.) | (2 – 0) Rapport |          | Senec Domare: Monika Mularczyk (Polen) | Senec Domare: Monika Mularczyk (Polen) |
| 18:00 UTC+1 | 18:00 UTC+1     |                                        |                 |          | Senec Domare: Monika Mularczyk (Polen) | Senec Domare: Monika Mularczyk (Polen) |
| 18:00 UTC+1 | 18:00 UTC+1     |                                        |                 |          | Senec Domare: Monika Mularczyk (Polen) | Senec Domare: Monika Mularczyk (Polen) |

|             | 27 oktober 2020 | Sverige                                | 2 – 0           | Island | Gamla Ullevi                                    |                                                 |
| 18:30 UTC+1 | 18:30 UTC+1     | Sofia Jakobsson 25′ Olivia Schough 57′ | (1 – 0) Rapport |        | Göteborg Domare: Stéphanie Frappart (Frankrike) | Göteborg Domare: Stéphanie Frappart (Frankrike) |
| 18:30 UTC+1 | 18:30 UTC+1     |                                        |                 |        | Göteborg Domare: Stéphanie Frappart (Frankrike) | Göteborg Domare: Stéphanie Frappart (Frankrike) |
| 18:30 UTC+1 | 18:30 UTC+1     |                                        |                 |        | Göteborg Domare: Stéphanie Frappart (Frankrike) | Göteborg Domare: Stéphanie Frappart (Frankrike) |

|             | 26 november 2020 | Slovakien            | 1 – 3           | Island                                                         | NTC Senec                               |                                         |
| 18:00 UTC+1 | 18:00 UTC+1      | Mária Mikolajová 25′ | (1 – 0) Rapport | 61′ Berglind Thorvaldsdóttir 67′, 77′ Sara Bjork Gunnarsdóttir | Senec Domare: Lina Lehtovaara (Finland) | Senec Domare: Lina Lehtovaara (Finland) |
| 18:00 UTC+1 | 18:00 UTC+1      |                      |                 |                                                                | Senec Domare: Lina Lehtovaara (Finland) | Senec Domare: Lina Lehtovaara (Finland) |
| 18:00 UTC+1 | 18:00 UTC+1      |                      |                 |                                                                | Senec Domare: Lina Lehtovaara (Finland) | Senec Domare: Lina Lehtovaara (Finland) |

|             | 1 december 2020 | Ungern | 0 – 1           | Island                       | Szusza Ferenc Stadion                          |                                                |
| 15:30 UTC+1 | 15:30 UTC+1     |        | (0 – 0) Rapport | 65′ Berglind Thorvaldsdóttir | Budapest Domare: Iuliana Demetrescu (Rumänien) | Budapest Domare: Iuliana Demetrescu (Rumänien) |
| 15:30 UTC+1 | 15:30 UTC+1     |        |                 |                              | Budapest Domare: Iuliana Demetrescu (Rumänien) | Budapest Domare: Iuliana Demetrescu (Rumänien) |
| 15:30 UTC+1 | 15:30 UTC+1     |        |                 |                              | Budapest Domare: Iuliana Demetrescu (Rumänien) | Budapest Domare: Iuliana Demetrescu (Rumänien) |

|             | 1 december 2020 | Slovakien | 0 – 6           | Sverige | Štadión Antona Malatinského               |                                           |
| 18:00 UTC+1 | 18:00 UTC+1     |           | (0 – 3) Rapport | 22′, 73′ Filippa Angeldal 34′ Linda Sembrant 44′ Fridolina Rolfö 49′ Jonna Andersson 54′ Rebecka Blomqvist | Trnava Domare: Karoline Wacker (Tyskland) | Trnava Domare: Karoline Wacker (Tyskland) |
| 18:00 UTC+1 | 18:00 UTC+1     |           |                 | | Trnava Domare: Karoline Wacker (Tyskland) | Trnava Domare: Karoline Wacker (Tyskland) |
| 18:00 UTC+1 | 18:00 UTC+1     |           |                 | | Trnava Domare: Karoline Wacker (Tyskland) | Trnava Domare: Karoline Wacker (Tyskland) |

## Anmärkningslista
1. 1 2 3 4 5 6 7 8 9 10 11  Alla matcher var ursprungligen planerade att spelas under april, juni och september 2020 men fick skjutas upp på grund av coronavirusutbrottet.